# Club Monaco

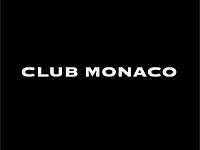
Unternehmenslogo

Club Monaco ist eine 1985 in Toronto, Kanada, gegründete Modemarke für Damen- und Herrenbekleidung sowie Accessoires im gehobenen Mittelpreissegment.
Von 1999 bis Mai 2021 gehörte die Marke nach einer Übernahme als Club Monaco US, LLC dem US-amerikanischen Modekonzern Polo Ralph Lauren. Seither ist das Unternehmen im Besitz der Beteiligungsgesellschaft Regent aus Beverly Hills. Der Firmensitz ist in New York City. 2015 unterhielt Polo Ralph Lauren in Nordamerika und Europa 65 eigene sowie im Rest der Welt 114 von Partnern unterhaltene Club Monaco Ladengeschäfte. Ende 2019 waren es 74 Ladengeschäfte in Nordamerika (70) und Europa (vier). Zudem betreibt das Unternehmen in den USA und in Kanada einen Onlineshop, der durch ein Partnerunternehmen auch international versendet. Neben Ladengeschäften in den USA und Kanada umfasst das Netzwerk von Niederlassungen der Modemarke, die unter der Führung von Ralph Lauren expandierte, heutzutage Standorte in Frankreich (seit 2011), London, Knokke, Schweden, China, Hongkong, Macao, Korea, Singapur und Taiwan. In Deutschland existieren Shops-in-Shop in Berlin und seit 2012 ein Ladengeschäft in Keitum auf Sylt. Kooperationen mit Breuninger (ab 2011) und dem KaDeWe (ab 2012) wurden inzwischen beendet.